# MidnightBSD
MidnightBSD este un sistem de operare Unix-like liber, orientat spre calculatoare personale, inițial bifurcat din FreeBSD 6.1, și actualizat periodic cu cod și drivere din ediții viitoare FreeBSD. Spațiul său de lucru implicit, GNUstep, împrumută multe idei din interfață grafică NeXTSTEP.

## Istoria și dezvoltarea
MidnightBSD a început ca o bifurcare din FreeBSD în 2005. Fondatorul proiectului, Lucas Holt, dorea să creeze un sistem de operare pentru calculatoare personale derivat din BSD. El era familiar cu câteva proiecte "sistem pe CD", dar nu cu munca asupra PC-BSD sau DesktopBSD. În același timp, el de asemenea era interesat în GNUstep. Cele două idei au fost contopite într-un plan de a crea un spațiu de lucru ușor de utilizat.
MidnightBSD 0.1 a fost scos bazându-se pe efortul lui Lucas Holt, Caryn Holt, D. Adam Karim, Phil Pereira din bsdnexus, și Christian Reinhardt. Această ediție prezintă o versiune modificată a sistemului de porturi FreeBSD. Sistema de  porturi a evoluat în "mports" care include suportul sistemului fals de porturi, generarea pachetelor înainte de instalare, etichetarea licenței, și reguli stricte despre generarea listei de pachete și modificării fișierelor în afara destinației. Multe din aceste funcționalități au fost introduse în MidnightBSD 0.1.1.
Christian Reinhardt l-a înlocuit pe Phil Pereira ca menținătorul principal "mports"  înainte de lansarea lui MidnightBSD 0.1. D. Adam Karim a activat ca ofițer de securitate pentru prima ediție. Toată ingineria lansării era mânată de Lucas Holt.
0.2 a introdus un sistem de importuri perfecționat cu mai mult de 2000 pachete. Portable C Compiler a  fost adaugat pentru i386 în adiție lui GNU Compiler Collection. Alte schimbări includ activarea ipfw și detectarea plăcii de sunet la lansare, versiuni mai noi al multor pachete program inclusiv Bind, GCC, OpenSSH, și Sendmail, precum și utilitatea de creare a sistemului pe CD.
În 0.3, proiectul se concentrează pe finisarea programului de strângere în grup Magus, crearea unui instalator nou, finisarea uneltei noi pentru instalarea și gestiunea pachetelor numită mport.Ediția data include unele îmbunătățiri găsite în FreeBSD 7.0 și DragonFly BSD.
Ce ține de Februarie 2021, ultima ediție e versiunea 2.0, cu multe funcționalități importate din FreeBSD 11. Spațiul de lucru implicit a fost schimbat către xfce, dar WindowMaker + GNUstep e la fel disponibil. 

## Etimologie
MidnightBSD e numit în cinstea pisicii de casă a lui Lucas și Caryn Holt, Midnight. Midnight a fost un angora Turcească negru de 4.5 kg.

## Licență
MidnightBSD este scos sub câteva licențe. Codul nucleului și majoritatea codului nou creat este scos sub licența BSD cu două clauze. Sunt părți sub licențele GPL, LGPL, ISC, și Beerware, împreună cu licențe BSD cu trei și patru clauze.

## Recepție
Jesse Smith a revizuit MidnightBSD 0.6 în 2015 pentru DistroWatch Weekly:
„Eu am găsit utilizarea MidnightBSD să fie stranie. În timp ce uneltele de nivel jos și mediul general mi s-au părut familiare ca unui utilizator FreeBSD, frecvent au existat părți din experiență care lipseau. MidnightBSD practic nu are nimic din documentația extinsă FreeBSD, care nu era problemă când proiectul a fost bifurcat inițial din FreeBSD, dar acum MidnightBSD a deviat în mod suficient că ar trebui să aibă manual propriu. MidnightBSD oferă unele din aceleași porturi ca și părintele său, dar a rămas în urmă cu aproximativ 20,000 de pachete. În continuare, conform site-ului MidnightBSD, proiectul intenționează să furnizeze un sistem de operare pentru calculatoare personale orientat spre începători, similar cu FreeBSD. În orice caz, din experiența mea pe parcursul săptămânii, se pare că MidnightBSD rămâne în urma lui GhostBSD, PC-BSD și chiar și FreeBSD în oferirea unei platforme orientate spre începători. Câțiva ani în urmă unelte ca mport ar fi binevenite utilizatorilor FreeBSD, dar acum pkg îndeplinește acest rol în comunitatea FreeBSD. Pe scurt, eu simt că MidnightBSD, deși a început cu promisiuni și goluri admirabile, a rămas în urmă în tehnologie, experiența utilizatorului și documentație.”